# 浜中海水浴場駅
浜中海水浴場駅（はまなかかいすいよくじょうえき）は、北海道留萌市浜中町にあった北海道旅客鉄道（JR北海道）留萌本線の臨時駅（廃駅）である。おおむね7月下旬から8月上旬までの期間限定で営業を行っていた。

## 歴史
- 1989年（平成元年）7月23日：北海道旅客鉄道留萠本線瀬越駅 - 礼受駅間に夏季のみ開業する臨時駅として新設開業[1][2]。8月13日まで営業[1]。
- 1990年（平成2年）7月22日 - 8月12日：開設[1]。
- 1991年（平成3年）7月26日 - 8月10日：開設[1]。
- 1992年（平成4年）7月26日 - 8月9日：開設[1]。
- 1993年（平成5年）7月25日 - 8月8日：開設[1]。
- 1994年（平成6年）7月29日 - 8月8日：開設[1]。
- 1995年（平成7年）
  - 7月28日 - 8月7日：開設[1]。
  - 8月8日：廃止[1][3]（同年シーズン以降は開設されず）。

## 駅構造
地上駅。プラットホームなどの設備は一切なく、列車は駅の設備の何もない所に止まり、待機していたJR北海道の社員が、列車が停車するたびに車輌の出入口扉にタラップを取り付けて乗降客の取扱を行うだけの駅であった。

## 1995年シーズン時の列車運行状況
旭川駅 - 当駅間に海水浴客輸送を目的とした快速列車「かもめ号」が1往復運行されていた（下りは午前中、上りは午後）。下りはこの快速列車のみ停車した。上りは快速列車のほか、午後の普通列車2本が停車した。

## その他
- 1993年（平成5年）7月26日、トラベルライターの横見浩彦が乗下車している。

## 隣の駅
北海道旅客鉄道（JR北海道）
留萌本線
瀬越駅 - 浜中海水浴場駅 - 礼受駅